# San Andrés (Santander)
San Andrés ist eine Gemeinde (municipio) im Departamento Santander in Kolumbien.

## Geographie

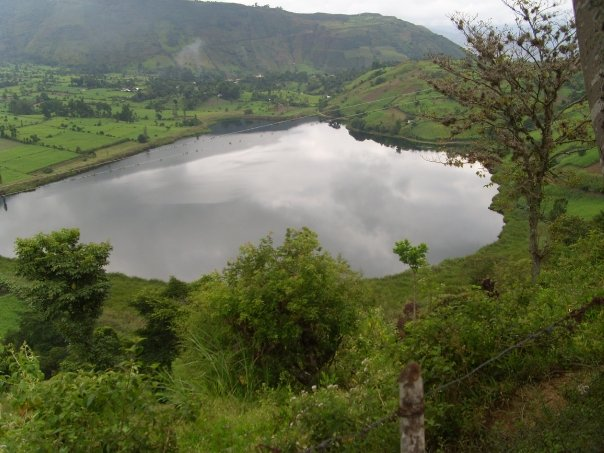
Die Laguna de Ortices

Die Gemeinde San Andrés liegt in der Provinz García Rovira im östlichen Santander in den kolumbianischen Anden. San Andrés ist bekannt für seine Lagunen, insbesondere die Laguna de Ortices, zu der diverse Mythen existieren. An die Gemeinde grenzen im Nordwesten Guaca, im Nordosten Cerrito, im Osten Concepción und Málaga, im Südosten Molagavita und im Südwesten Cepitá.

## Bevölkerung
Die Gemeinde San Andrés hat 8094 Einwohner, von denen 2549 im städtischen Teil (cabecera municipal) der Gemeinde leben (Stand: 2019).

## Geschichte
San Andrés wurde 1760 von José de las Casas Novas und Juan Fernando Caballero de los Olivos gegründet.